# Мерфи, Дэрил
Дэ́рил Ме́рфи (англ. Daryl Murphy; 15 марта 1983, Уотерфорд, Ирландия) — ирландский футболист, экс-игрок национальной сборной Ирландии. Амплуа — нападающий.
За свою карьеру помимо «Ипсвич Таун» играл за такие клубы, как ирландский «Уотерфорд Юнайтед», английские «Сандерленд», «Шеффилд Уэнсдей», шотландский «Селтик».
В 2005 году Мерфи выступал в составе молодёжной сборной Ирландии, забил два гола. В настоящее время является игроком первой команды «изумрудного острова», за которую дебютировал 23 мая 2007 года в товарищеском поединке с Эквадором.

## Клубная карьера

### «Уотерфорд Юнайтед»
Дэрил родился 15 марта 1983 года в ирландском городе Уотерфорд.
В возрасте 17 лет Мерфи перебрался в Англию, где два года обучался футбольному мастерству в Академии клуба «Лутон Таун». Не дождавшись от «шляпников» предложения профессионального контракта, Дэрил был вынужден вернуться на родину — его первым работодателем стала команда «Уотерфорд Юнайтед».
Дебют Мерфи в первом составе «синих» состоялся 19 сентября 2002 года — соперником «Юнайтед» в тот день был клуб «Килкенни Сити». Поединок закончился со счётом 3:1 в пользу «Уотерфорда», Дэрил забил один из голов своей команды. В своём первом сезоне за «синих» Мерфи восемь раз поражал ворота соперников, тем самых он помог «Юнайтед» в том сезоне занять первое место в Первой лиге Ирландии, дающее право играть в Высшем дивизионе страны в следующем футбольном году.
В сезоне 2004 года молодой нападающий забил 14 голов в Премьер-лиге. Данное достижение принесло ему признание «Молодого игрока года» по версии Футбольной ассоциации Ирландии.

### «Сандерленд»
В конце мая 2005 года Мерфи подписал предварительный 2-летний контракт с английским «Сандерлендом» и 3 июня официально стал игроком «чёрных котов». 1 октября Дэрил впервые вышел на поле в футболке своей новой команды в матче Премьер-лиги против «Вест Хэм Юнайтед».
В ноябре Мерфи был отдан в по месячному арендному соглашению в клуб «Шеффилд Уэнсдей». В составе «сов» провёл четыре матча.
12 февраля 2006 года в поединке чемпионата Англии Дэрил поразил ворота «Тоттенхэм Хотспур», открыв счёт своим голам за «Сандерленд».
В сезоне 2006/07 Мерфи стал одним из главных голеадоров «чёрных котов», забив 10 мячей. В первых трёх матчах того футбольного года его удары дважды достигали цели — в поединках с «Ковентри Сити» и «Плимут Аргайл». Затем Дэрила настигла голевая «засуха» — он не мог забить три с половиной месяца. 28 ноября Мерфи наконец смог поразить ворота соперника — в тот день «Сандерленд» играл с «Куинз Парк Рейнджерс». В последующих двух матчах, против «Норвич Сити» и «Лутон Таун», нападающий также забил по мячу. В заключительном туре чемпионата Англии 2006/07 Мерфи вновь огорчил свой родной клуб, «Лутон Таун» — Дэрил оформил «дубль», а также сделал голевую передачу своему партнёру Энтони Стоуксу. Поединок закончился разгромом «шляпников» — 5:0.
9 февраля 2008 года ирландец забил гол в ворота «Уиган Атлетик». Впоследствии этот мяч был признан «Лучшим голом февраля» в английской Премьер-лиге.
26 апреля в поединке против «Мидлсбро» Мерфи вышел на замену — на 90-й минуте игры при подаче углового Дэрил навязал в штрафной площади борьбу защитнику «речников» Эмануэлю Погатецу, который срезал мяч в собственный ворота. Матч закончился со счётом 3:2 в пользу «Сандерленда», и эта победа позволила «чёрным котам» сохранить место в Премьер-лиге и на следующий сезон.
В конце июля 2008 года ирландец подписал с «Сандерлендом» новый 5-летний контракт.

### Аренда в «Ипсвич Таун»
1 февраля 2010 года руководство «Сандерленда» отдало ирландского нападающего в аренду до конца футбольного года в «Ипсвич Таун», которым руководил бывший тренер «чёрных котов», Рой Кин.
В первых трёх матчах за новую команду Мерфи забил по голу, поразив ворота «Мидлсбро», «Куинз Парк Рейнджерс» и «Питерборо Юнайтед». 9 марта Дэрил оформил «дубль», нанеся два результативных удара в игре против «Кардифф Сити».

### «Селтик»
16 июля 2010 года Мерфи стал игроком шотландского «Селтика», подписав с клубом из Глазго 3-летний контракт.
Ирландец впервые вышел на поле в футболке «кельтов» 24 июля, в этот день его новый клуб в товарищеской встрече крупно переиграл английский «Линкольн Сити» — 4:1, форвард забио один из голов. Дебют Мерфи в первом составе «Селтика» в официальной игре состоялся 28 июля, когда в рамках 3-го квалификационного раунда Лиги чемпионов «бело-зелёные» состязались с португальской «Брагой». 22 августа нападающий, заменив на 74-й минуте Марка-Антуана Фортюне в поединке против «Сент-Миррена», впервые вышел на поле в матче шотландской Премьер-лиги. Свой первый гол за «Селтик» Дэрил забил 29 августа, реализовав пенальти в матче с «Мотеруэллом». Гол оказался единственным в этой встрече — «бело-зелёные» благодаря точному удару Мерфи победили 1:0. До конца футбольного года Мерфи ещё два раза огорчал вратарей соперника, коими были «Килмарнок» и «Данди Юнайтед».

### Вторая и третья аренды в «Ипсвич Таун»
25 августа 2011 года ирландец во второй раз в своей карьере был отдан в аренду в английский «Ипсвич Таун». Соглашение по Дэрилу между «кельтами» и «чёрными котами» было заключено сроком на один сезон. Через два дня Мерфи провёл свой первый матч по своему второму пришествию на «Портман Роуд», проведя все 90 минут поединка против «Лидс Юнайтед».
30 августа 2012 года «кельты» вновь ссудили Дэрила «трактористам» на один футбольный год.

### Клубная статистика
| Клуб                         | Сезон                        | Чемпионат | Чемпионат | Кубок | Кубок | Кубок Лиги | Кубок Лиги | Еврокубки | Еврокубки | Итого | Итого |
| Клуб                         | Сезон                        | Игры      | Голы      | Игры  | Голы  | Игры       | Голы       | Игры      | Голы      | Игры  | Голы  |
| ---------------------------- | ---------------------------- | --------- | --------- | ----- | ----- | ---------- | ---------- | --------- | --------- | ----- | ----- |
| Уотерфорд Юнайтед            | 2002/03                      | ?         | 8         | —     | —     | —          | —          | —         | —         | —     | —     |
| Уотерфорд Юнайтед            | 2003                         | —         | —         | —     | —     | —          | —          | —         | —         | —     | —     |
| Уотерфорд Юнайтед            | 2004                         | ?         | 14        | —     | —     | —          | —          | —         | —         | —     | —     |
| Уотерфорд Юнайтед            | 2005                         | —         | —         | —     | —     | —          | —          | —         | —         | —     | —     |
| Всего за «Уотерфорд Юнайтед» | Всего за «Уотерфорд Юнайтед» | 20        | 22        | 0     | 0     | 0          | 0          | 0         | 0         | 20    | 22    |
| Шеффилд Уэнсдей              | 2005/06                      | 4         | 0         | —     | —     | —          | —          | —         | —         | 4     | 0     |
| Всего за «Шеффилд Уэнсдей»   | Всего за «Шеффилд Уэнсдей»   | 4         | 0         | 0     | 0     | 0          | 0          | 0         | 0         | 4     | 0     |
| Сандерленд                   | 2005/06                      | 18        | 1         | 1     | 0     | 1          | 0          | —         | —         | 20    | 1     |
| Сандерленд                   | 2006/07                      | 38        | 10        | 1     | 0     | 1          | 0          | —         | —         | 40    | 10    |
| Сандерленд                   | 2007/08                      | 28        | 3         | 1     | 0     | 1          | 0          | —         | —         | 30    | 3     |
| Сандерленд                   | 2008/09                      | 23        | 0         | 1     | 0     | 3          | 0          | —         | —         | 27    | 0     |
| Сандерленд                   | 2009/10                      | 3         | 0         | 1     | 0     | 3          | 0          | —         | —         | 7     | 0     |
| Всего за «Сандерленд»        | Всего за «Сандерленд»        | 110       | 14        | 5     | 0     | 9          | 0          | 0         | 0         | 124   | 14    |
| Ипсвич Таун                  | 2009/10                      | 18        | 6         | —     | —     | —          | —          | —         | —         | 18    | 6     |
| Ипсвич Таун                  | 2011/12                      | 33        | 4         | 1     | 0     | —          | —          | —         | —         | 34    | 4     |
| Ипсвич Таун                  | 2012/13                      | 39        | 7         | 1     | 0     | —          | —          | —         | —         | 40    | 7     |
| Ипсвич Таун                  | 2013/14                      | 45        | 13        | —     | —     | 1          | 0          | —         | —         | 46    | 13    |
| Ипсвич Таун                  | 2014/15                      | 34        | 22        | 2     | 0     | —          | —          | —         | —         | 36    | 22    |
| Всего за «Ипсвич Таун»       | Всего за «Ипсвич Таун»       | 169       | 52        | 2     | 0     | 1          | 0          | 0         | 0         | 172   | 52    |
| Селтик                       | 2010/11                      | 18        | 3         | —     | —     | 1          | 0          | 2         | 0         | 21    | 3     |
| Селтик                       | 2012/13                      | 1         | 0         | —     | —     | —          | —          | 1         | 0         | 2     | 0     |
| Всего за «Селтик»            | Всего за «Селтик»            | 19        | 3         | 0     | 0     | 1          | 0          | 3         | 0         | 23    | 3     |
| Всего за карьеру             | Всего за карьеру             | 322       | 91        | 7     | 0     | 11         | 0          | 3         | 0         | 343   | 91    |

(откорректировано по состоянию на 7 марта 2015)

## Сборная Ирландии
В 2005 году Мерфи выступал в составе молодёжной сборной Ирландии, забил два гола.
Дебют Дэрила за первую команду «изумрудного острова» состоялся 23 мая 2007 года в товарищеском поединке с Эквадором.
На сегодняшний день нападающий провёл за сборную Ирландии тринадцать матчей.

### Матчи и голы за сборную Ирландии
| Матчи и голы Мерфи за сборную Ирландии | Матчи и голы Мерфи за сборную Ирландии | Матчи и голы Мерфи за сборную Ирландии      | Матчи и голы Мерфи за сборную Ирландии | Матчи и голы Мерфи за сборную Ирландии | Матчи и голы Мерфи за сборную Ирландии | Матчи и голы Мерфи за сборную Ирландии                            |
| №                                      | Дата                                   | Место                                       | Оппонент                               | Счёт                                   | Голы Мерфи                             | Соревнование                                                      |
| -------------------------------------- | -------------------------------------- | ------------------------------------------- | -------------------------------------- | -------------------------------------- | -------------------------------------- | ----------------------------------------------------------------- |
| 1                                      | 23 мая 2007                            | «Джайентс», Ист-Ратерфорд, США              | Эквадор                                | 1:1                                    | —                                      | Товарищеский матч                                                 |
| 2                                      | 26 мая 2007                            | «Жиллетт», Фоксборо, США                    | Боливия                                | 1:1                                    | —                                      | Товарищеский матч                                                 |
| 3                                      | 22 августа 2007                        | NRGi Арена, Орхус, Дания                    | Дания                                  | 4:0                                    | —                                      | Товарищеский матч                                                 |
| 4                                      | 8 сентября 2007                        | «Тегельне поле», Братислава, Словакия       | Словакия                               | 2:2                                    | —                                      | Отборочный матч чемпионата Европы по футболу 2008                 |
| 5                                      | 13 октября 2007                        | «Кроук Парк», Дублин, Ирландия              | Германия                               | 0:0                                    | —                                      | Отборочный матч чемпионата Европы по футболу 2008                 |
| 6                                      | 24 мая 2008                            | «Кроук Парк», Дублин, Ирландия              | Сербия                                 | 1:1                                    | —                                      | Товарищеский матч                                                 |
| 7                                      | 29 мая 2008                            | «Крэйвен-Коттедж», Лондон, Англия           | Колумбия                               | 1:0                                    | —                                      | Товарищеский матч                                                 |
| 8                                      | 20 августа 2008                        | «Уллевол», Осло, Норвегия                   | Норвегия                               | 1:1                                    | —                                      | Товарищеский матч                                                 |
| 9                                      | 5 марта 2014                           | «Авива», Дублин, Ирландия                   | Сербия                                 | 1:2                                    | —                                      | Товарищеский матч                                                 |
| 10                                     | 25 мая 2014                            | «Авива», Дублин, Ирландия                   | Турция                                 | 1:2                                    | —                                      | Товарищеский матч                                                 |
| 11                                     | 3 сентября 2014                        | «Авива», Дублин, Ирландия                   | Оман                                   | 2:0                                    | —                                      | Товарищеский матч                                                 |
| 12                                     | 11 октября 2014                        | «Авива», Дублин, Ирландия                   | Гибралтар                              | 7:0                                    | —                                      | Отборочный матч чемпионата Европы по футболу 2016                 |
| 13                                     | 18 ноября 2014                         | «Авива», Дублин, Ирландия                   | США                                    | 4:1                                    | —                                      | Товарищеский матч                                                 |
| 14                                     | 7 июня 2015                            | «Авива», Дублин, Ирландия                   | Англия                                 | 0:0                                    | —                                      | Товарищеский матч                                                 |
| 15                                     | 13 июня 2015                           | «Авива», Дублин, Ирландия                   | Шотландия                              | 1:1                                    | —                                      | Отборочный матч чемпионата Европы по футболу 2016                 |
| 16                                     | 8 октября 2015                         | «Авива», Дублин, Ирландия                   | Германия                               | 1:0                                    | —                                      | Отборочный матч чемпионата Европы по футболу 2016                 |
| 17                                     | 13 ноября 2015                         | «Билино Поле», Зеница, Босния и Герцеговина | Босния и Герцеговина                   | 1:1                                    | —                                      | Отборочный матч чемпионата Европы по футболу 2016 (стыковые игры) |
| 18                                     | 16 ноября 2015                         | «Авива», Дублин, Ирландия                   | Босния и Герцеговина                   | 2:0                                    | —                                      | Отборочный матч чемпионата Европы по футболу 2016 (стыковые игры) |
| 19                                     | 25 марта 2016                          | «Авива», Дублин, Ирландия                   | Швейцария                              | 1:0                                    | —                                      | Товарищеский матч                                                 |
| 20                                     | 31 мая 2016                            | «Тернерс Крос», Корк, Ирландия              | Беларусь                               | 1:2                                    | —                                      | Товарищеский матч                                                 |

Итого: 20 матчей / 0 голов; 8 побед, 7 ничьих, 5 поражений.
(откорректировано по состоянию на 31 мая 2016)

### Сводная статистика игр/голов за сборную
| Сборная          | Год              | Отборочные матчи ЧМ | Отборочные матчи ЧМ | Финальные матчи ЧМ | Финальные матчи ЧМ | Отборочные матчи ЧЕ | Отборочные матчи ЧЕ | Финальные матчи ЧЕ | Финальные матчи ЧЕ | Товарищеские матчи | Товарищеские матчи | Итого | Итого |
| Сборная          | Год              | Игры                | Голы                | Игры               | Голы               | Игры                | Голы                | Игры               | Голы               | Игры               | Голы               | Игры  | Голы  |
| ---------------- | ---------------- | ------------------- | ------------------- | ------------------ | ------------------ | ------------------- | ------------------- | ------------------ | ------------------ | ------------------ | ------------------ | ----- | ----- |
| Ирландия         | 2007             | —                   | —                   | —                  | —                  | 2                   | 0                   | —                  | —                  | 3                  | 0                  | 5     | 0     |
| Ирландия         | 2008             | —                   | —                   | —                  | —                  | —                   | —                   | —                  | —                  | 3                  | 0                  | 3     | 0     |
| Ирландия         | 2014             | —                   | —                   | —                  | —                  | 1                   | 0                   | —                  | —                  | 4                  | 0                  | 5     | 0     |
| Ирландия         | 2015             | —                   | —                   | —                  | —                  | 4                   | 0                   | —                  | —                  | 1                  | 0                  | 5     | 0     |
| Ирландия         | 2016             | —                   | —                   | —                  | —                  | —                   | —                   | —                  | —                  | 2                  | 0                  | 2     | 0     |
| Всего за карьеру | Всего за карьеру | 0                   | 0                   | 0                  | 0                  | 7                   | 0                   | 0                  | 0                  | 13                 | 0                  | 20    | 0     |

(откорректировано по состоянию на 31 мая 2016)

## Достижения
Командные достижения
 «Уотерфорд Юнайтед»
- Победитель Первой лиги Ирландии: 2002/03

 «Сандерленд»
- Победитель Чемпионшипа: 2006/07

 «Селтик»
- Финалист Кубка шотландской лиги: 2010/11

Личные достижения
- Молодой игрок года по версии Футбольной ассоциации Ирландии: 2004